# Пыжова, Ольга Ивановна
О́льга Ива́новна Пыжо́ва (18 [30] ноября 1894, Москва — 7 ноября 1972 или 8 ноября 1972, Москва) — советская актриса театра и кино, педагог, режиссёр. Заслуженный деятель искусств РСФСР (1947), заслуженный деятель искусств Таджикской ССР (1964), лауреат Сталинской премии третьей степени (1950).

## Биография

Могила Пыжовой на Новодевичьем кладбище.

Ольга Пыжова родилась 18 (30) ноября 1894 года в Москве, позже семья переехала в Санкт-Петербург.
Начала учёбу в институте благородных девиц, но бросила его и поступила на бухгалтерские курсы. Под впечатлением от петербургских гастролей МХТ летом 1914 года приехала в Москву, прошла конкурс в актрисы (из двухсот экзаменовавшихся конкурс выдержали двое) и была принята в 1-ю Студию МХТ. Впервые на сцену вышла благодаря своей тете Е. Султановой, которая устроила так, чтобы Ольга участвовала наряду с профессиональными артистами в благотворительном спектакле «Белая лилия» Вл. Соловьева.
С 1915 года выступала на сцене Студии, в 1924 году преобразованной во МХАТ 2-й. В результате конфликта с М. А. Чеховым в конце 1927 года покинула театр вместе с А. Д. Диким.
В 1928—1934 годах была актрисой Театра Революции. В годы Великой Отечественной войны находилась в эвакуации в Казахстане, ставила спектакли в Казахском театре драмы им. Ауэзова, служила актрисой и режиссёром в также находившемся в Алма-Ате Театре имени Моссовета.
С 1920 года выступала как режиссёр. В 1948—1950 годах была художественным руководителем ЦДТ. На сцене Центрального детского театра в 1948—1949 гг. ей, совместно с Борисом Бибиковым, поставлены спектакли «Снежная королева», «Её друзья», «Я хочу домой!»
Преподавала в Студии Вахтангова, Театре-студии им. М. Н. Ермоловой, с 1934 — в ГИТИСе, с 1942 — одновременно и во ВГИКе.
Дочь — Ольга Васильевна Пыжова (род.1928), писательница и драматург, театральный критик.
Муж — Борис Бибиков (1900—1986), актёр, режиссёр, педагог; заслуженный деятель искусств Таджикской ССР (1964), лауреат Сталинской премии III степени (1950).
Ольга Ивановна Пыжова умерла 7 ноября 1972 года в Москве на 78-м году жизни. Похоронена в Москве на Новодевичьем кладбище (участок № 1).

## Творчество

### Роли в театре
- «Где тонко, там и рвётся» И. С. Тургенева — гувернантка
- «Синяя птица» Метерлинка — фея Берилюна
- «Вишнёвый сад» А. П. Чехова — Варя
- «Трактирщица» Гольдони — Мирандолина[3]

### Фильмография
1. 1916 — Слепые и ослеплённые — Ольга Морская
2. 1916 — Среди дельцов — Лика
3. 1917 — Победители и побеждённые — Балли
4. 1936 — Бесприданница — Харита Игнатьевна Огудалова
5. 1937 — Белеет парус одинокий — мадам Стороженко
6. 1953 — Алёша Птицын вырабатывает характер — бабушка Оля
7. 1956 — Она вас любит — провожающая на станции (нет в титрах)
8. 1965 — Звонят, откройте дверь — Наталья Ивановна, пенсионерка (нет в титрах)

## Награды и премии
- Сталинская премия третьей степени (1950) — за постановку спектакля «Я хочу домой» С. В. Михалкова в ЦДТ (совместно с Б. В. Бибиковым)
- Заслуженный деятель искусств РСФСР (1947)
- Заслуженный деятель искусств Таджикской ССР (1964)
- Заслуженный деятель искусств Татарской АССР (1949)